# The Piano It's Me
『The Piano It's Me』（ピアノ イッツ ミー）は、SUEMITSU & THE SUEMITHのメジャー1枚目のアルバム。

## 解説
実質メジャー2枚目のアルバムであるが、メジャーデビュー作となる前作『Man Here Plays Mean Piano - A New Edition 4 Sony Music』がインディーズ作品の再発（リイシュー）盤としてリリースされているため、あくまでも1stアルバムという位置づけでリリースされている。なお、タイトルの「The」は発音されない。また、タイトルの「It's Me」の部分は末光自身の直筆での記載となっている。
先行シングルとしてリリースされた『Allegro Cantabile e.p.』のオリコン初登場20位のスマッシュヒットに相乗して、今作もオリコン初登場18位を記録し、最高順位・売上枚数ともに自己最高を記録した。
初回限定生産盤は、オリジナル曲3曲をクラシカルピアノアレンジバージョンで収録したボーナスディスク付の2枚組スリーブケース仕様となっている。また、購入特典としてボーナスディスクに収録されている3曲のオリジナルピアノスコアが応募抽選で当たるキャンペーンが行われた。
前作はロックとクラシックの融合を図った作品であったが、今作においてはよりクラシカルなコンセプトのもとに作品制作が行われている。末光自身はピアノの他にもタンバリンやチューブラーベルなどの楽器も曲によっては担当している。
ジャケットは末光自身の胸像および末光自身に頭から黒いペンキが垂らされているというものである。これはメジャーより一貫してプロモーションビデオの監督を行っているニイマコトの案によるもので、4枚目のシングルにもなった「Allegro Cantabile」のプロモーションビデオの内容を汲んでいる。また、ペンキを垂らされる過程はCD発売告知の広告にも表れている（より）。

## 収録曲
1. The Piano It's "SUEMITSU"
2. Saga
3. 100 Strawberries
4. The Soda Fountain
5. Night Walking Miss Lonesome
6. (U Have) The Alternatives
7. White Cat Waltz
  - TBSラジオ『ストリーム』内コーナー『サウンド・パティスリー』テーマソング
8. Sonatine
9. Pansy
10. Soul Concatenation
Single Tracks 06-07
11. Sherbet Snow and the Airplane
12. Astaire
13. Sunday'z Sun
14. Allegro Cantabile
  - フジテレビ系『ノイタミナ』枠内放送アニメ『のだめカンタービレ』オープニングテーマ
  - ポケメロJOYSOUND CMソング

3 Pieces for Piano and Chamber Orchestra - ピアノと室内オーケストラのための3つの小品（初回限定生産盤ボーナスディスク）
1. Tuning
2. Allegro Cantabile - Piano and String Orchestra
3. The Piano It's "SUEMITSU" - Piano and String Orchestra
4. Arabesque - Piano and Woodwind Ensemble

## 演奏
- 末光篤：Vocal, Piano, Chorus, Tambourine, Tubular Bell
- 鈴木俊介：Guitar
- ミト (クラムボン)：Bass (#1.3.4.8.10.12.14)
- 大神田智彦：Bass (#5.6.7)
- 三輪丈太郎：Bass (#2.9.11)
- 柏倉隆史 (toe, the HIATUS)：Drums & Tambourine
- 村山達哉：Strings Arrangement & Brass Arrangement
- John Boyden：Vocal ＆ Voice (#1.7)
- 村山・桐山ストリングス：Strings (#1.4.8)
- 篠崎正嗣ストリングス：Strings (#12)
- 徳永友美、棚橋陽子、田代藍、藤堂昌彦：Violin (#9.13)
- 小林正弘：Trumpet & Brass Arrangement (#3.5)
- 佐久間勲：Trumpet (#3.5)
- 石戸谷斉：Trombone (#3.5)
- 小林太：Trumpet (#3.4.5.12)
- 竹上良成：Sax (#3.5.12)
- 斎藤幹雄：Trumpet (#4)
- 山本一：Alto Sax (#4)
- 霜田裕司、東條あずさ：Trombone (#4)
- 遠山拓志：Trumpet (#12)
- 野村裕幸：Trombone (#12)
- 山本公樹：Tenor Sax (#12)